# ヴィルヘルム・アウグスト (ザクセン＝アイゼナハ公)
ヴィルヘルム・アウグスト（ドイツ語：Wilhelm August, 1668年11月30日 - 1671年2月23日）は、ザクセン＝アイゼナハ公（在位：1668年 - 1671年）。

## 生涯
ヴィルヘルム・アウグストはザクセン＝アイゼナハ公アドルフ・ヴィルヘルムとマリー・エリーザベト・フォン・ブラウンシュヴァイク＝ヴォルフェンビュッテルの末子として生まれた。4人の兄たちはいずれも生後間もなく死去していた。
1662年の合意に従い、父アドルフ・ヴィルヘルムはアイゼナハの領地から収入を得て居を構えた。しかし、ザクセン＝ヴァイマル公領は長子ヨハン・エルンスト2世ら兄弟の共同統治であった。翌年、アドルフ・ヴィルヘルムはマリー・エリーザベト・フォン・ブラウンシュヴァイク＝ヴォルフェンビュッテルと結婚し、後継者を得ようとした。カール・アウグスト（1664年 - 1665年）、フリードリッヒ・ヴィルヘルム（1665年）、アドルフ・ヴィルヘルム（1666年）、エルンスト・アウグスト・エルトマン（1667年 - 1668年）と、男子が毎年生まれたがいずれも早世した。アドルフ・ヴィルヘルム自身も1668年11月21日に死去した。
父アドルフ・ヴィルヘルムの死の9日後に、ヴィルヘルム・アウグストが五男として生まれた。このためヴィルヘルム・アウグストは誕生の瞬間からアイゼナハの名目上の君主となった。 未成年者であったため、父アドルフ・ヴィルヘルムの弟である叔父ヨハン・ゲオルクの後見下に置かれた。5人の兄弟の中で2歳になったのはヴィルヘルム・アウグストだけであったが、1671年に病により死去し、ザクセン＝アイゼナハはヨハン・ゲオルクと他の兄弟であるザクセン＝ヴァイマル公ヨハン・エルンスト2世およびザクセン＝イェーナ公ベルンハルトが共同統治することになった。ザクセン＝アイゼナハでは、1671年5月7日の昇天祭の日まで3か月以上にわたり追悼が行われた。